# Play by Numbers
Play by Numbers is een cd uit 1994, geproduceerd en gecreëerd door de Schotse band Boards of Canada.

## Nummers
1. "Remmy Kid" – 0:58
2. "Wouldn't You Like To Be Free?" – 5:40
3. "Infinite Lines Of Colourful Sevens" – 9:18
4. "Numerator" – 4:37
5. "Echelon" – 5: